# Кузнецов, Лев Владимирович (государственный деятель)
Лев Влади́мирович Кузнецо́в (род. 24 апреля 1965, Москва, РСФСР, СССР) — российский государственный деятель и предприниматель. Министр по делам Северного Кавказа с 12 мая 2014 года по 18 мая 2018 года.

## Биография
Лев Владимирович Кузнецов родился 24 апреля 1965 года в Москве.
С 1983 по 1985 год проходил службу в Вооружённых Силах, по окончании которой поступил в Московский финансовый институт на специальность «экономист». После окончания вуза, в 1990 году, Кузнецов работал экономистом в отделе организации финансирования проектов Внешэкономбанка СССР Всесоюзного объединения государственных и банковских кредитов, затем в коммерческих организациях.
С 1994 года — начальник кредитного управления коммерческого инновационного банка «Альфа-банк», затем советник председателя правления и заместитель начальника управления клиентских отношений в АКБ «Международная финансовая компания».
С 1996 года на протяжении пяти лет работал в РАО «Норильский никель». Занимал должности начальника контрольно-ревизионного департамента, директора по контрольно-ревизионной деятельности, заместителя генерального директора РАО и первого заместителя генерального директора АО «Норильский комбинат».
С февраля 2001 года перешёл на государственную службу и был назначен первым заместителем губернатора Таймырского (Долгано-Ненецкого) автономного округа А. Г. Хлопонина и председателем комитета по управлению государственным имуществом администрации округа.
С октября 2002 года стал первым заместителем губернатора Красноярского края.
С июня по ноябрь 2003 года он исполнял обязанности главы Норильска, а с ноября 2003 года до июня 2007 года снова работал в должности первого заместителя губернатора Красноярского края.
С июня 2007 года — советник губернатора Красноярского края по экономическим вопросам.
С 2008 по 2010 год был генеральным директором ООО «Колмар», которое занимается добычей, обогащением и продажей угля в Якутии.
8 февраля 2010 года Президент РФ Д. А. Медведев внёс на рассмотрение Законодательного собрания Красноярского края кандидатуру Л. В. Кузнецова для наделения его полномочиями губернатора Красноярского края. 17 февраля 2010 года на сессии депутаты Законодательного собрания края единогласно утвердили его кандидатуру на пост губернатора.
В 2011 возглавил список «Единой России» на выборах в Законодательное собрание края.
С 5 июля 2011 по 4 января 2012 — член президиума Государственного совета Российской Федерации.

Лев Кузнецов, 2010 год

12 мая 2014 года назначен главой созданного в тот же день Министерства Российской Федерации по делам Северного Кавказа.
Член Совета при Президенте РФ по развитию местного самоуправления, член рабочей группы по подготовке предложений по формированию в Российской Федерации системы «Открытое Правительство», член Совета по развитию лесного комплекса при Правительстве РФ, член рабочей группы Государственного Совета по развитию Арктической зоны, член Высшего экономического совета Сибирского федерального округа, председатель Координационного совета по физкультуре и спорту межрегиональной ассоциации «Сибирское соглашение».
В 2016 году министр по делам Северного Кавказа Лев Кузнецов заработал больше других членов правительства РФ. Сведения о доходах и имуществе федеральных чиновников были опубликованы на сайте кабинета министров страны. По данным документа, Кузнецов в 2016 году получил доход в 582 млн рублей. Это больше, чем у других чиновников российского правительства за тот же период.
7 мая 2018 года правительство Медведева ушло в отставку, до формирования нового правительства Кузнецов продолжал исполнять обязанности министра по делам Северного Кавказа. В состав нового правительства не вошел.
В апреле 2019 года вошёл в совет директоров компании «Интергео», входящей в группу «Онэксим» Михаила Прохорова. С июня 2020 генеральный директор «Интергео».

## Семья
Женат, отец шестерых детей. Жена Инга Кузнецова — домохозяйка.
- Старшая дочь Кристина родилась в 1988 году. Окончила Институт финансового менеджмента Финансовой академии при Правительстве РФ, живёт в Москве с мужем и сыном, которого родила в 2008 году.
- Сын Денис (родился в 1997) — студент Высшей школы экономики.[7][8]

Сын Станислав (родился в 1999), Сын Даниил (родился в 2007), Дочь Дарья (родилась в 2008), Младшая дочь Елизавета родилась 14 февраля 2011 года.

## Собственность
С полученным в 2010 году доходом в размере 8,08 млн рублей, Кузнецова входит в число десяти самых богатых жён губернаторов. Семье губернатора принадлежит дом во Франции площадью 360 м² на участке в 66 соток, автомобили Porsche Boxster, Mercedes-Benz CL600, катер «Sea-Doo Bombardier Speedster».
По информации газеты «Ведомости», во Франции Кузнецову принадлежат 5 домовладений общей площадью 432 м² и земельный участок площадью 3,4 тыс. м².
На 2016 год за Львом Кузнецовым числится 11 земельных участка, два жилых дома (один во Франции), четыре гаража, нежилые и инфраструктурные сооружения, три машины Mercedes, BMW и Ferrari.

## Нападение на Льва Кузнецова во Франции
В декабре 2013 года, находясь вместе с женой на своей вилле в Кап-д’Антиб близ Ниццы, подвергся нападению грабителей и был ими ранен из травматического оружия. Были украдены драгоценности жены стоимостью 200 тысяч евро.